# Lysianopsis ozona
Lysianopsis ozona är en kräftdjursart som beskrevs av Lowry och Helen E. Stoddart 1997. Lysianopsis ozona ingår i släktet Lysianopsis och familjen Lysianassidae. Inga underarter finns listade i Catalogue of Life.